# Лайонел Антверп, герцог Кларенс
Ла́йонел Антве́рп, Ла́йонел Антве́рпенский (англ. Lionel of Antwerp, 29 ноября 1338 — 7 октября 1368) — английский принц, граф Ольстер с 1347 года (по праву жены), герцог Кларенс с 1362 года, хранитель Англии в 1345—1346 годах, королевский лейтенант Ирландии в 1361—1366 годах, рыцарь ордена Подвязки с 1361 года, второй выживший сын короля Англии Эдуарда III и Филиппы Геннегау. Его прозвище «Антверп» (англ. Antwerp) означает «Антверпенский», «родившийся в Антверпене».
В 1355—1360 годах Лайонел принимал участие в Столетней войне с Францией и войне с Шотландией. После заключения мирного договора в Бретиньи большая часть дальнейшей карьеры принца была связана с Ирландией. Посредством первого брака с Элизабет де Бург он унаследовал крупные владения Северной, Западной и Юго-Западной Ирландии, а также титул графа Ольстера. В 1361 году Эдуард III назначил сына королевским лейтенантом (наместником) Ирландии, а в 1362 году создал для него титул герцога Кларенса, сделав Лайонела первым среди ирландских пэров. Наместником принц оставался до 1366 года (с двумя небольшими перерывами в 1364 и 1365 годах, когда он отлучался в Англию). За это время Лайонел провёл несколько военных кампаний на острове и принял в феврале 1366 года Килкеннийский статут, ставший самым важным его наследием для ирландского правительства.
Первая жена Лайонела умерла в 1363 году. В 1367 году Эдуард III договорился о новом браке для сына с племянницей правителя Милана Бернабо Висконти. Пышная брачная церемония состоялась в мае или июне 1368 года, но вскоре после неё Лайонел умер, возможно, отравленный тестем. Он оставил единственную дочь от первого брака. Происхождением через неё от Лайонела в XV веке Йорки обосновывали своё преимущественное право на английский королевский престол.

## Происхождение

Родители Лайонела
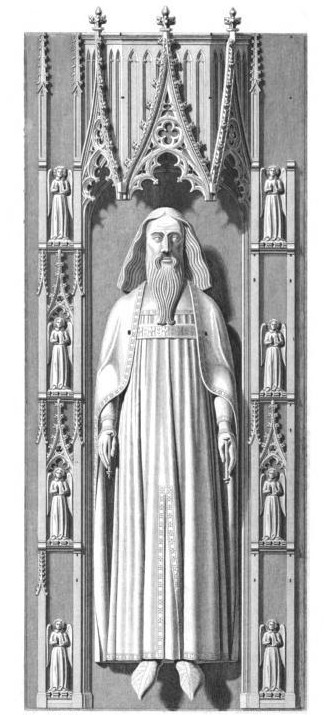
Отец: Эдуард III Плантагенет. Прорисовка изображения в гробнице в Вестминстерском аббатстве
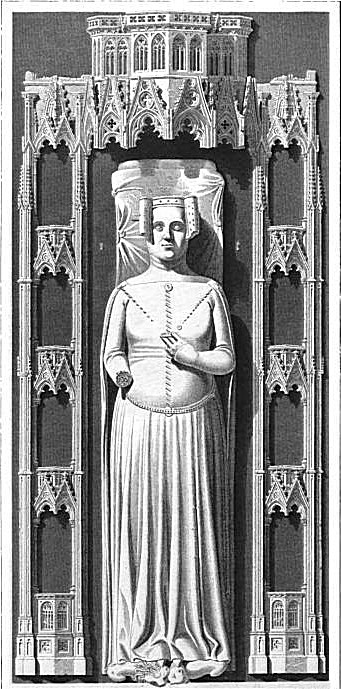
Мать: Филиппа Геннегау. Прорисовка изображения в гробнице в Вестминстерском аббатстве

## Ранние годы

Брабантский лев, которому, по одной из версий, Лайонел обязан своим именем
Герб сэра Лайонела, рыцаря Круглого стола, с которым Эдуард III часто выступал на рыцарских турнирах в 1330-е годы
Геральдические львы на английском гербе Эдуарда III

## Участие в войнах с Францией и Шотландией

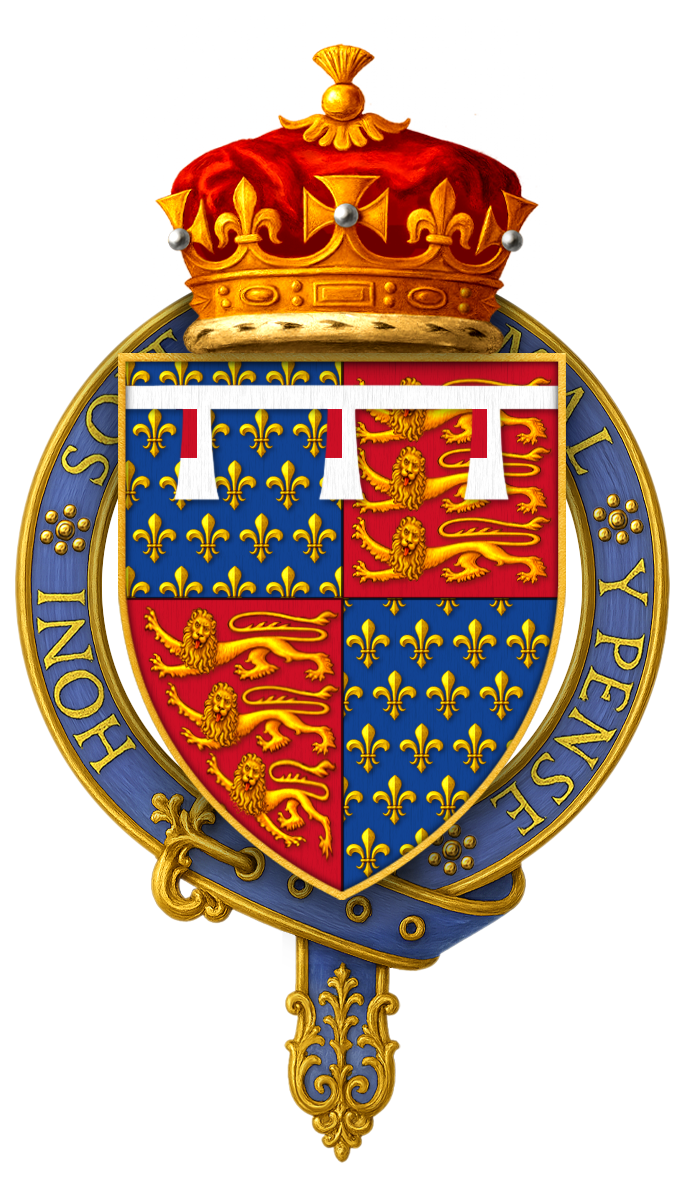
Герб сэра Лайонела Антверпа, графа Ольстера, в качестве рыцаря ордена Подвязки

## Наместник Ирландии

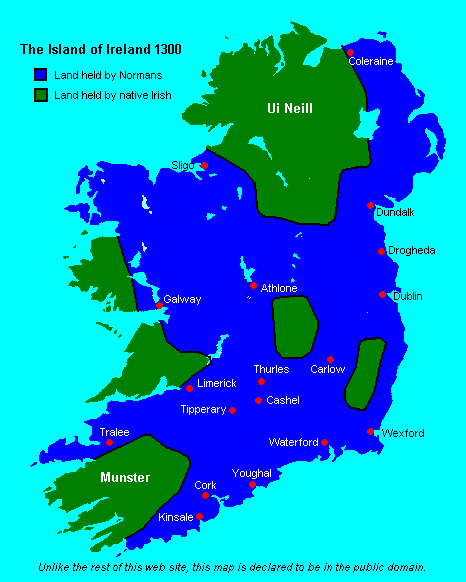
Ирландия в начале XIV века. Англонормандские владения показаны синим, владения гэльской знати — зелёным

## Второй брак и смерть

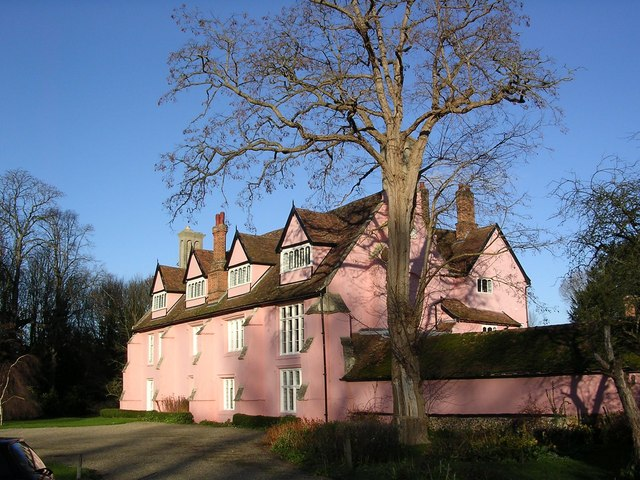
Бывший монастырь Клер, где в итоге было захоронено тело Лайонела